# Fariseus

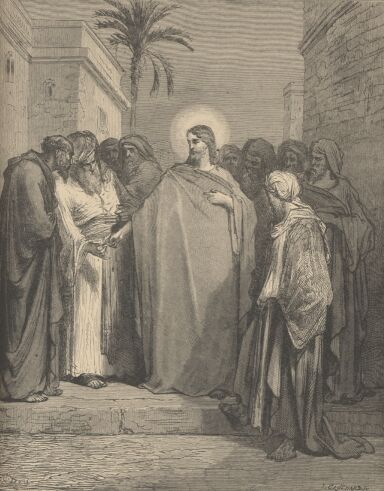
Discussió sobre els tributs entre Jesús i els fariseus, segons Gustave Doré

Els fariseus (hebreu: פְּרוּשִׁים‎) va ser un moviment social i una escola de pensament jueus a l'est de la Mediterrània durant l'època del judaisme del Segon Temple. Després de la destrucció del Segon Temple l'any 70 dC, les creences farisaiques es van convertir en la base fundacional, litúrgica i ritual del judaisme rabínic. La comunitat va durar fins al segon segle de la present era i es considera successora dels asideus, o devots.

## Etimologia
La paraula catalana fariseu deriva del llatí pharisæus, -i, al seu torn derivada de l'hebreu פְּרוּשִׁים pĕrûshîm, plural de פָּרוּשׁ pārûsh, significant “posar a part”, un participi passiu Qal del verb פָּרָשׁ pārāsh, a través del grec φαρισαῖος, -ου pharisaios.

## Història
Van ser coetanis de saduceus, essenis i zelotes. El grup va tenir el seu inici durant la captivitat babilònica (587 - 536 aC). Després es definiren com a partit durant la revolta dels Macabeus contra els invasors siris (167 – 165 aC). Els zelotes, més que un grup separat en la religió o la doctrina, eren fariseus que consideraven que l'única forma de desfer-se de l'ocupació romana era a través d'una revolta armada, tal com van intentar amb fatal resultat. La rebel·lió va acabar amb el suïcidi col·lectiu dins l'assetjada Massada (any 73 aC).
Advocaven pel compliment rigorós de l'Halacà, la llei oral mosaica, que va ser després codificada en el Talmud. S'enfrontaven amb l'opinió dels saduceus que negaven la validesa de la llei oral. Segons els evangelis, la seva minuciositat i casuisme els va valer la condemna de Jesús, qui els va acusar de respectar més la lletra que l'esperit de la llei. S'hi van enfrontar, rebutjant la doctrina dels cristians primitius que pregonaven que era el Messies promès a la Bíblia.
Els fariseus, després de la caiguda del Temple, van prendre el control del judaisme oficial, i en van transformar el culte. El més alt representant del judaisme era el summe sacerdot, càrrec que a la destrucció del temple es va tornar innecessari; així el culte va passar a la sinagoga (בית כנסת, beit knesset, "casa de reunió" en hebreu). Dels antics fariseus va sorgir la línia rabínica ortodoxa dels doctors de la llei que va ser la que va redactar els diferents talmuds.
Fora de la història i escrits jueus, els fariseus s'han fet notables per referències al Nou Testament als conflictes entre ells i Joan Baptista i amb Jesús. També hi ha diverses referències al Nou Testament a Pau de Tars sent un fariseu. La relació entre el cristianisme primitiu i els fariseus no sempre va ser hostil, per exemple, Gamaliel el Vell se cita sovint com un líder dels fariseus, que simpatitzava amb els cristians. Tradicions cristianes han estat causa d'un coneixement generalitzat dels fariseus.

## Esquinçar-se les vestidures
El passatge de l'evangeli en què els fariseus "s'esquinçaven les vestidures" davant de les paraules de Jesús (costum antiga en senyal de dol o d'ultratge públic), ha fet que la frase "esquinçar-se les vestidures" sigui molt popular en alguns països cristians, per expressar la indignació d'algú davant d'un fet determinat, reprovant-lo.